# Тунел Сахалин-Хокайдо
Тунелът Сахалин – Хокайдо (или мост) е планирана връзка, която ще свързва руския о. Сахалин и японския о. Хокайдо. Цената на проекта е определена на $50 млрд.

## Общ преглед
На 16 януари 2009 г. Андрей Недосеков, заместник-министър на транспорта в Русия, съобщава, че има проект за тунел Сахалин – Хокайдо. Решението да покани японски компании да участват в консорциум за построяването на тунела може да бъде направено скоро предвид проекта за железопътно сътпрудничество между 2-те страни.
Тунелът ще бъде 40 до 45 км между нос Крилион в Русия до нос Соя в Япония. На север може да се свърже с планирания Сахалински тунел, за който е споменато от Русия преди няколко години. На юг би се свързал със Сейкан – най-големия подводен тунел в света. Това ще позволи да се свърже с японската железопътна мрежа.
Проектът е считан за конкурентен на Японско-корейския подводен тунел, защото е много по-къс.

## Проблеми
Освен огромната цена и инженерни трудности може да има и политически проблеми, като например спорът за Курилските острови между Русия и Япония. Японското правителство реагира студено на идеята.
Друг проблем е и ширината на релсите на железопътните линии. Руските железници използват 1520 мм ширина, а японските – 1067 и 1435 мм. Не е уточнено каква ширина ще се използва за тунела.